# Alfred Jensen i Tjekkoslovakiet
|  | Denne artikel er oprettet af botten Steenthbot ud fra en ekstern database. Den kan derfor have sproglige fejl eller mangler. Denne skabelon kan fjernes efter kontrol af indholdet. |

Alfred Jensen i Tjekkoslovakiet er en dansk dokumentarisk optagelse fra 1965.

## Handling
Tidligere DKP-folketingsmedlem og minister, Alfred Jensen (1903-1988), besøger forskellige steder i Tjekkoslovakiet i forbindelse med en delegationsrejse. De danske gæster er på besøg ved Lidice Monumentet, den lokale nationale komités hovedsæde i område (tjekkisk: Místní národní výbor) hvor der overværes et lokalt bryllup, og et optog med deltagere i folkedragter. Efter en intens volleyballkamp besøger danskerne Karlovy Vary, 145 kilometer nordvest fra Prag, som er berømt for varme kilder. Der er tale om privatoptagelser på 8mm fra rejsen, indledningsvis i sort/hvid men overvejende i farve. Alfred Jensen foretog i 1965 en række delegationsrejser til både Sovjetunionen og andre lande i Østeuropa og filmede ivrigt på rejserne. Han havde i efterkrigsårene været meget aktiv i DKP's internationale arbejde og havde et stort internationalt netværk. Alfred Jensen var medlem af DKP fra 1920 og frem til sin død i 1988.